# Arena Football League (2005)
Sezon Arena Football League 2005

## Sezon Zasadniczy

### Informacje
- Zwycięzca: Dallas Desperados
- Drugie miejsce: 
  - New York Dragons
  - Orlando Predators
  - Colorado Crush

### Wyniki

#### National Conference
| Eastern Division    | M  | W  | P |
| ------------------- | -- | -- | - |
| Dallas Desperados   | 16 | 13 | 3 |
| New York Dragons    | 16 | 10 | 6 |
| Philadelphia Soul   | 16 | 9  | 7 |
| Columbus Destroyers | 14 | 7  | 7 |

| Southern Division  | M  | W  | P |
| ------------------ | -- | -- | - |
| Orlando Predators  | 14 | 10 | 4 |
| Austin Wranglers   | 15 | 9  | 6 |
| Georgia Force      | 15 | 7  | 8 |
| Tampa Bay Storm    | 16 | 7  | 9 |
| New Orleans VooDoo | 0  | 0  | 0 |

#### American Conference
| Central Division     | M  | W  | P  |
| -------------------- | -- | -- | -- |
| Colorado Crush       | 15 | 10 | 5  |
| Nashville Kats       | 16 | 8  | 8  |
| Chicago Rush         | 15 | 7  | 8  |
| Grand Rapids Rampage | 15 | 5  | 10 |
| Kansas City Brigade  | 16 | 3  | 13 |

| Western Division     | M  | W | P  |
| -------------------- | -- | - | -- |
| San Jose SaberCats   | 14 | 8 | 6  |
| Arizona Rattlers     | 15 | 8 | 7  |
| Utah Blaze           | 16 | 7 | 9  |
| Las Vegas Gladiators | 16 | 5 | 11 |
| Los Angeles Avengers | 16 | 5 | 11 |